# 멘델의 유전법칙
멘델의 유전법칙(영어: Mendelian inheritance)은 그레고어 멘델이 완두콩을 이용한 7년의 실험을 정리하여 1865년에서 1866년 사이에 발표한 유전학의 법칙이다. 멘델의 유전법칙은 발표 초기 그리 큰 관심을 받지 않았으나 20세기 초 재발견된 후 큰 영향력을 발휘하였다. 1915년 토머스 헌트 모건이 보페리-서튼 유전자 이론과 함께 멘델의 유전법칙을 유전학의 기본적인 법칙으로 제시하였고, 이로써 고전 유전학이 완성되었다.

## 역사
그레고어 멘델은 19세기 오스트리아의 교회 사제였다. 멘델은 1856년에서 1863년까지 교배 실험을 하여 얻은 29,000여 개의 완두콩에 대한 형질 조사를 바탕으로 멘델의 유전법칙을 정리하였다. 그는 이 실험결과를 두 부분으로 나누어 각각 1865년 2월 8일과 1866년 3월 8일에 브르노에 있는 자연사 학회에 〈식물 교잡 실험〉이라는 제목으로 송고하였다.
멘델의 논문은 주목받지 못했다. 당시 생물학은 많은 부분이 미지의 영역으로 남아있었으며, 멘델 스스로도 자신의 실험을 모든 종의 유전형질로 일반화시킬 수 있다고 생각하지는 않았다. 당시의 유전에 대한 일반적인 인식은 오늘날 유전자 연관에 의해 설명되는 혼혈 유전이 전부였다. 멘델은 자신의 실험이 중요성을 인정받지 못하자 낙담하였고, 얼마 후 수도원장으로 임명되자 더 이상 실험을 진행하지 않았다. 다만 "나는 내 자신의 실험에 만족하며 이 실험이 세상에 큰 영향을 미칠 것이다"라는 기록을 남겼다.
1900년 무렵 휘호 더프리스, 카를 코렌스, 에리히 폰 체르마크와 같은 유럽의 과학자들이 잇달아 멘델의 유전법칙을 재발견하였다. 더프리스는 자신의 연구 논문 각주에 멘델의 실험 결과를 바탕으로 한 것임을 명기하였으며, 코렌스는 더프리스의 논문을 참조하였음을 밝히고 있다. 그러나 체르마크는 자신이 독자적으로 법칙을 발견하였다고 여겼다.
1905년 윌리엄 베이트슨은 멘델의 유전법칙을 재발견하면서 "유전자", "대립형질"과 같은 용어를 정립하였다. 베이트슨은 1906년 런던에서 열린〈제3차 국제 식물 잡종 연구 컨퍼런스〉에서 자신이 재발견한 멘델의 유전법칙을 발표하였고 이와 관련한 학문에 유전학이란 이름을 붙여 세계적인 명성을 얻게 되었다.
한편, 1902년 당시 대학원생이던 미국의 월터 서튼과 독일의 동물학자 테오도르 보페리는 서로의 연구를 알지 못한 채 멘델의 유전법칙이 일어나는 원인이 염색체에 있다고 가정하였다. 그러나 둘 다 실험적으로 이를 증명하지는 못했다. 1910년 미국 컬럼비아대학의 토머스 헌트 모건은 노랑초파리에 주목하였다. 노랑초파리는 세대가 짧고 기르기가 쉬워 유전학 연구에 알맞은 모델 생물의 역할을 하였다. 1915년 모건은 수년 간의 연구 결과를 정리하여 《멘델 유전법칙의 기제》를 발표하여 염색체가 유전형질을 전달한다는 것을 증명하였다. 이로써 고전 유전학이 정립되었다.

## 멘델의 완두실험
멘델은 완두콩을 오랫동안 자가수분하여 특정한 유전형질이 고정된 순종을 얻었다. 그리고 일곱 가지 대립되는 유전형질을 선택하여 이를 잡종 교배할 경우 자식 세대에 발현되는 형질은 어떻게 되는지 관찰하였다.

## 유전 법칙
멘델은 실험 결과를 다음과 같이 정리하였다.

### 실험의 분석
- 오른쪽의 그림과 같이 수 세대에 걸쳐 붉은 꽃 또는 흰 꽃만을 피우는 것이 확인된 순종 부모 세대를 교배한다.
- 자식 제1세대인 F1은 모두 붉은 꽃이 핀다. 이로써 붉은 꽃을 피우는 유전형질이 흰 꽃을 피우는 유전형질에 비해 우성임을 알 수 있다.
- 한편, F1을 다시 교배하여 얻은 자식 제2세대인 F2에서는 붉은 꽃과 흰 꽃이 3:1의 비율로 나타난다. 이는 열성인 흰꽃 인자가 사라진 것이 아니라 자식 세대의 유전인자 안에 잠들어 있는 것이기 때문이다.
- 여기서 실제 나타난 꽃의 색인 "표현형"과 이것을 유전시키는 형질인 "유전자형"을 구분하게 된다. 붉은 꽃의 유전형을 R, 흰 꽃의 유전형을 w라 하면, 순종 우성인 붉은 꽃 (RR), 유전형이 혼합된 붉은 꽃 (Rw), 순종 열성인 흰 꽃(ww)로 구분된다.
- 따라서 위의 붉 꽃의 비인 3:1은 RR:Rw:ww의 비인 1:2:1로 표현될 수 있다. 이것은 서로 다른 두 개의 동전을 던졌을 때 앞면 또는 뒷면이 나올 확률을 구하는 것과 정확히 일치하며 푸네트 사각형을 통해 모든 경우의 수를 표현할 수 있다. (오른쪽 그림의 3번)

### 우성법칙
멘델의 유전 법칙은 다음과 같다.
우열의 원리
순종의 대립 형질끼리 교배시켰을 때 잡종 제 1대(F1)에서 우성 형질만 발현한다.
원래 '우열의 법칙'으로 불렸으나, '우열의 법칙'이라고 하기에는 어긋나는 예가 많아 '우열의 원리'로 정정되었다.
분리의 법칙
우성만이 발현된 잡종 제1대(F1)를 자가 수분하여 얻은 잡종 제2대(F2)에서 1⁄4의 확률로 열성이 분리된다.

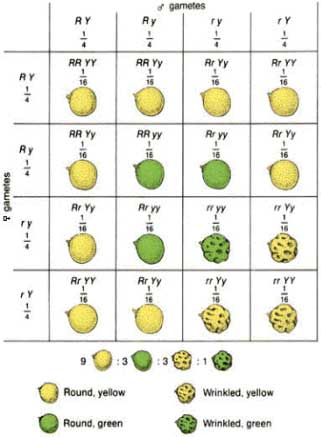
독립의 법칙
멘델이 선택한 7가지 대립형질 중 두 쌍 이상의 대립 형질이 유전되는 경우, 각각의 형질은 서로에게 영향을 미치지 않고 독립적으로 발현한다.(오른쪽 그림 참조)

#### 법칙의 수정
불완전 우성(중간유전)
완두콩이 아닌 다른 식물의 경우 붉은 꽃과 흰 꽃의 잡종 1세대가 분홍색 꽃으로 발현하고 잡종 2세대에서 붉은 꽃, 분홍 꽃, 흰 꽃이 1:2:1로 발현하여 어느 한 쪽 형질이 완전한 우성을 보이지 못하는 경우가 있다. 이를 불완전 우성이라 한다. 불완전 우성의 경우에도 유전형의 전달은 여전히 멘델의 법칙을 따른다.
유전자 연관
여러 유전자가 연관되어 유전형이 발현될 경우에는 독립의 법칙이 지켜지지 않을 수 있다. 양적 형질 위치를 보이는 사람의 피부색과 같은 유전 형질은 수 많은 유전자가 연관되어 발현하기 때문에 독립의 법칙이 지켜지지 않는다.

## 멘델의 유전법칙과 진화론

다른자종을멘델변화할칙수

현대 유전학에서 멘델의 유전법칙은 유성생식 과정에서 일어나는 염색체의 감수분열 결과로 이해 된다. 즉, 평소 염색체는 2배체를 이루며 잡종 1세대에서 우성과 열성의 유전자는 각자 염색체 쌍을 이루고 있어 우성만이 발현된다. 그러나 생식세포는 감수분열로 인해 우성과 열성 가운데 한 가지의 유전자만으로 구성되며, 이것이 배우자와 다시 합쳐쳐 잡종 2세대가 발생하기 때문에 위에서 살핀 우열의 원리과 분리의 법칙이 성립하게 되는 것이다.

## 같이 보기
- p-해킹